# Рибці (Сумський район)
Рибці́ — село в Україні, у Сумській міській громаді Сумського району Сумської області. Населення становить 101 особу. Колишній орган місцевого самоврядування — Стецьківська сільська рада.

## Географія
Село Рибці розташоване за 3 км від річок Олешня й Псел. На відстані 0,5 км розташоване село Кирияківщина. На північно-східній околиці села бере початок річка Житич. Навколо села великі масиви садових ділянок.

## Історія
За даними на 1864 рік на казенному хуторі Стецьківської волості Сумського повіту Харківської губернії мешкало 82 особи (39 чоловічої статі та 43 — жіночої), налічувалось 15 дворових господарств.
12 червня 2020 року, відповідно до розпорядження Кабінету Міністрів України № 723-р «Про визначення адміністративних центрів та затвердження територій територіальних громад Сумської області», село увійшло до складу Сумської міської громади.
19 липня 2020 року, в результаті адміністративно-територіальної реформи та ліквідації Сумського району(1923—2020), увійшло до складу новоутвореного Сумського району.